# Cochylimorpha elongana
Cochylimorpha elongana é uma espécie de insetos lepidópteros, mais especificamente de traças, pertencente à família Tortricidae.
A autoridade científica da espécie é Fischer v. Röslerstamm, tendo sido descrita no ano de 1839.
Trata-se de uma espécie presente no território português.